# Pietje Bell (musical)
Pietje Bell de Musical, gebaseerd op de boekenreeks van Chris van Abkoude kwam in 2005 naar Nederland als een musical, geproduceerd door De Graaf en Cornelissen Producties B.V.. De première was op 5 oktober 2005 in het Nieuwe Luxor Theater in Rotterdam. De laatste voorstelling werd gespeeld op 6 mei 2006, in het Oude Luxor Theater in Rotterdam. In het seizoen 2023/2024 wordt de productie, in een nieuwe vorm geproduceerd door Rick Engelkes Producties.

## Verhaal
Pietje Bell is een innemend, maar baldadig jochie uit een arm gezin in het Rotterdam van de jaren dertig.
Hij weigert zich aan te passen aan de wereld van de volwassenen en maakt keer op keer de buurt onveilig met zijn goedbedoelde kwajongensstreken, die echter steeds verkeerd uitpakken.
Zo jaagt hij vrijwel de hele buurt tegen zich in het harnas. Zelfs Tante Cato (Eric Beekes) en zijn zus Marta (Brigitte Nijman) worden er gek van. Maar Vader Bell (Istvan Hitzelberger) is echter zo verguld met dit nakomertje dat hij elke misstap van zijn zoon lachend door de vingers ziet en tegen iedereen hoog blijft opgeven over de kwaliteiten van zijn zoon. Dit tot groot ongenoegen van de verzuurde drogist Geelman (Johnny Kraaijkamp jr.), die met zijn keurige zoon Jozef (Arie Cupé) alles in het werk stelt om Pietje bij menigeen zwart te maken.
Als Pietje Bell echter vals beschuldigd wordt van diefstal, laat hij het er niet bij zitten. Samen met zijn beste vriend Sproet richt hij de bende van de Zwarte Hand op...

## 2005

### Cast
- Pietje Bell: Ryan Beekhuizen, Jeroen Heiliegers, Rene Klein, Egbert Markerink, Maarten Smeele, Alon Voet, Pim Wessels
- Sproet: Robert Brekelmans, Bryan Camphens, Wesley Faaij, Jelle Rots, Lloyd Russel, Hessel Sollie, Tom van der Ven, Martijn Vogel
- Engeltje/Peentje: Christiaan America, Tommy van den Berg, Pepijn Blatter, Job Bovelander, Martijn Canters, Felix Heijke, Paul Hendrikse, Leon Kleine, Clemens Levert, Floris de Lugt, Michael Muller, Christian van Eijkelenburg, Martyn Vermeeren.

- Drogist Geelman: Johnny Kraaijkamp jr.
- Martha Bell: Brigitte Nijman
- Moeder Bell: Kiki Classen
- Tante Cato: Eric Beekes
- Vader Bell: Istvan Hitzelberger
- Jozef Geelman: Arie Cupé
- Paul Velinga: Roberto de Groot
- Meester Ster / Understudy Geelman: Stan Limburg

- Alternate Tante Cato & Understudy Meester Ster: Hans Langhout
- Ensemble & Understudy Moeder: Annemarie Libbers
- Ensemble: Remco Vereijken
- Ensemble & Swing: Menno Leemhuis
- Ensemble & Understudy Martha: Marit Slinger
- Ensemble: Jorien Molenaar
- Ensemble: Karel Simons

### Crew
- Producer: Ruud de Graaf
- Creatief Producent & Casting: Hans Cornelissen
- Script: Edwin de Jongh
- Regie: Arnold Hemmel
- Muziek: Ruud Bos
- Choreografie: Perry Dossett
- Decorontwerp: Arno Bremers
- Kostuumontwerp: Marijke Vogelzang
- Lichtontwerp: Coen van der Hoeven
- Regie-assistent: Daniël Cohen
- Uitvoerend producent: Anouk Kapel

#### Productie
- Technische coördinatie: Martin de Ridder
- Company Manager: Hans Langhout
- Marketing: Wolter Lommerde
- Promotie: Marco de Koning
- Assistent Casting& Productieassistent: Kim Remmers
- Productieassistent: Willem Westhoff

## 2023

### Verhaal
Pietje Bell en de Bende van de Zwarte Hand' is een verhaal, speciaal geschreven voor een theatervoorstelling. In deze voorstelling wordt het centrale personage Pietje Bell, traditioneel een jongensfiguur in de Nederlandse kinderboekenreeks, vertolkt door een meisje. Dit aspect van de casting voegt een unieke dimensie toe aan de interpretatie van het personage. In het verhaal vormt Pietje samen met haar vrienden Sproet, Peentje, Engel en Blikkie de 'Bende van de Zwarte Hand', als reactie op de plannen van de rijke zakenman Tromp om een toren te bouwen op de plek van Sproet's wijk. De groep organiseert een circusvoorstelling om geld in te zamelen en hun wijk te redden, waarbij ze een belangrijke ontdekking doen. Het stuk behandelt thema's als vriendschap, avontuur en maatschappelijke betrokkenheid.

### Cast
- Vader Bell - Michael de Roos
- Martha Bell - Anne-Fleur van der Hoeven
- Tante Cato - Els Damen
- Jozef Geelman - Martijn Vogel
- Pietje - Lara Buchner, Chiara Deelen, Vera de Heus, Nova Sue Siwabessy
- Engel - Eva Franken, Vlinder de Jong, Romy Joosten, Jenna Niesen
- Sproet - Shayne Bakker, Duco Bunschoten, Kaz van Gils, Teun Meester
- Blikkie - Noah Fontijn, Desten Kuiper, Jurre van der Maat, Róman Perrier
- Peentje - Zoë Black, Sofia Bos, Aurelia Fontijn, Lily van Oppen

### Creatives
- Regie en script - Bruun Kuijt
- Kinderregie - Lotte Kuijt
- Script - Ammes Brandenburg
- Muziek - Fons Merkies
- Muziek - Laurens Goedhart
- Decor - Joris van Veldhoven
- Kostuums - Joris van Veldhoven
- Licht - Jasper Nijholt